# Ніколае Мішу
Ніколае Мішу (рум. Nicolae Mișu; *1858 — †1924, Бухарест) — румунський політик і дипломат.

## Біографія
Вивчав право і політологію в Німеччині і в Парижі. Був послом Румунії в Болгарії, надзвичайним і повноважним послом у Відні, Константинополі і Лондоні (1912-1919).
З 15 жовтня по 30 листопада 1919 міністр закордонних справ Румунії в уряді Артура Вейтояну, брав участь у підписанні Сен-Жерменського мирного договору.
Батько тенісиста Ніколае Мішу (II).
Помер в Бухаресті в 1924.